# Суводская
Суводская — станица в Дубовском районе Волгоградской области, административный центр Суводского сельского поселения.

## География
Станица Суводская расположена в 78 километрах к северо-западу от Дубовки, на правом берегу Волги, чуть ниже впадения в неё реки Балыклейка, является центром Суводского сельсовета (14,7 тыс. га).
В ведении сельской администрации находится хутор Расстригин. В станице есть девятилетняя средняя школа, медучреждение ( фельдшерский пункт), два магазина, пекарня, почта, детский садик, клуб, сельское правление.
В двух километрах от станицы на берегу Волгоградского водохранилища расположен геологический памятник природы «Александровский грабен» — провал глубиной 200 м, шириной 1–1,5 км. Единственное в Поволжье разрывное нарушение почвы с выходами неогеновых и палеогеновых пород. 

## История
Станица основана в 1783 году казаками Волжского казачьего войска станицы Балыклейской, которым разрешили не переселяться на Кавказ. Первоначальное название - станица Александровская.
В 1804 году жители станицы были причислены к Астраханскому казачьему полку (с 1817 года — войску). Станица Александровская относилась к 3-му полковому округу, с 1885 г. - ко второму отделу Астраханского казачьего войска. В 1910 году население станицы с хуторами составляло 3324 человека, в самой станице проживало 1965 человек. Хутора, входившие в юрт Александровской станицы: Полунин (946 душ населения), Растрыгин (167 жителей), а также Лепилкин, Ильин, Хлюпин, Зайцевский, Львов, Диков и Носов.

## Население
Динамика численности населения по годам:
| 1987  | 2002 |
| ----- | ---- |
| ≈ 300 | 455  |

| 2010 |
| ---- |
| 450  |

## Известные люди
Ковалёва, Ольга Кузьминична - одна из первых женщин-трактористов, первая женщина-сталевар, герой Сталинградской битвы.